# Šmarčna
Šmarčna je naselje v Občini Sevnica. Blizu naselja na severnem pobočju hriba Dobrava je nekoč stal dvorec Gomila (Unter Erckenstein), prvič omenjen leta 1628. Dvorec je propadel sredi 19. stol. Rodbina Jakil je na njegovih kleteh po koncu druge vojne pozidala lovski dvorec, ki je danes v zasebni lasti, pod njim pa je na novo sezidan gostinski lokal -restavracija Šmarčna.